# Теодора (9. век)
Теодора II је била византијска царица, супруга цара Теофила иконоборца, а потицала је из побожне чиновничке породице из Пафлагоније.
Иако је била удата за опаког иконоборца Теофила Теодора је била врло побожна и наставила је тајно са поштовањем светих икона, које је и поред строге цареве забране држала скривене на двору, клањала им се и целивала их.
Ноћу је устајала да се моли пред Часним Крстом и светим Иконама Христа Спаса и Богоматере, које је преко дана скривала у својим одајама по ћивотима, како би тако умолила Бога да се смилује на православне.
Након смрти Теофила, Теодора је формирала регентство да би владала као царица у име свог малолетног сина Михаила III. По доласку на власт одмах је успоставила поштовање икона на сабору у Цариграду 843. године. Том приликом установљено је празновање Победе православља, које се до данас врши у прву недељу Часнога поста. 
У тајности је Михаила, као и осталих пет кћери учила о православљу.
За време њене владавине су Свети Ћирило и Методије послати међу Славене као хришћански мисионари.
Након неког времена у договору са Теодориним братом, кесаром Вардом њен сим Михаило прогнаше царицу и њене ћерке у један манастир, где је она остала до своје смрти 11. фебруара 867.
Српска православна црква слави је 11. фебруара по црквеном, а 24. фебруара по грегоријанском календару.